# 미리벌민속박물관
미리벌민속박물관은 경상남도 밀양시 초동면 범평리 소재의 사립 민속 박물관이다. 우리 것의 소중함을 일깨우고 전통문화의 계승․발전을 도모하며, 나아가 자라나는 후손들에게 문화유산의 산 교육장으로 활용하기 위해 개관했다.

## 관람 안내
- 동절기: 09:30~17:00
- 하절기: 09:00~19:00
- 연중무휴